# Kosovo: Can You Imagine?
Kosovo: Can You Imagine? este un scurt documentar dramatic, realizat în 2009 de regizorul canadian de origine sârbă Boris Malagurski și difuzat în premieră de televiziunea online Russia Today. Filmul vorbește despre drama sârbilor din provincia Kosovo și sugerează că aceștia au fost supuși unor încălcări ale drepturilor omului și că, de-a lungul anilor, cea mai mare parte a provinciei a fost purificată etnic de catre albanezii majoritari.
Din 1999, după bombardarea timp de 78 de zile a Serbiei de către NATO, Kosovo s-a aflat sub admistrația Națiunilor Unite. Documentarul afirmă că în anii următori mii de sârbi au fost răpiți, uciși sau forțați să se refugieze și că locuințele sârbilor au fost incendiate sau ocupate de albanezi iar multe biserici au fost distruse.
În prezent, Kosovo este o regiune populată în proporție de aproximativ 90% de etnici albanezi. Sârbii kosovari locuiesc în enclave și în câteva zone din nord, aflate la granița cu Serbia.

## Premii
- Cel mai bun film - BC Days Documentary Film Festival 2009, Vancouver, Canada[1][2][3][4]
- Câștigător, Silver Palm Award - Mexico International Film Festival 2009, Rosarito, Mexico [5]
- Selecția oficială - BridgeFest 2009, de Est Sarajevo, Bosnia-Herțegovina [1][4][6]